# Bathymedon candidus
Bathymedon candidus är en kräftdjursart. Bathymedon candidus ingår i släktet Bathymedon och familjen Oedicerotidae. Inga underarter finns listade i Catalogue of Life.